# Antje Gleichfeld
Antje Gleichfeld, geborene Antje Braasch (* 31. März 1938 in Hamburg-Wellingsbüttel), ist eine ehemalige deutsche Leichtathletin und Olympiateilnehmerin, die in den 1960er Jahren als Läuferin über 400 und 800 Meter erfolgreich war. 

## Werdegang
Antje Gleichfeld wuchs nach dem Zweiten Weltkrieg mit ihren beiden Brüdern als Halbwaise im Hamburger Stadtteil Wellingsbüttel auf, ihren Vater verlor sie während des Krieges. Als Sechsjährige begann sie beim VfL Wellingsbüttel Sport zu treiben. Mit zwölf wechselte sie zum TSV Sasel, wo sie als Mittelläuferin Feldhandball spielte. Vier Jahre später wechselte die hochgewachsene (1,78 m, 69 kg) Athletin zur Leichtathletik und schloss sich dem TuS Alstertal (seit 2002 mit dem SC Langenhorn zum SC Alstertal-Langenhorn zusammengeschlossen) an, für den sie bis zu ihrem Karriereende startete. Erfolgen als B-Jugendliche folgten bei den Frauen die Hamburger Meisterschaft 1957 über 200 Meter sowie die norddeutsche Meisterschaft über 800 Meter. Nach erfolgreichen Starts bei Deutschen Waldlaufmeisterschaften über die Mittelstrecken gewann sie 1961 die erste ihrer zahlreichen Deutschen Meistertitel, noch unter ihrem Geburtsnamen Braasch. Bei der Wiederaufnahme des 800-Meter-Laufes der Frauen ins Programm der Olympischen Spiele bei den Spielen von Rom 1960 belegte sie in 2:06,5 min Platz fünf, direkt hinter den beiden anderen deutschen Teilnehmerinnen Ursula Donath und Vera Kummerfeldt. Bei Olympia 1964 wurde sie erneut Fünfte, diesmal mit 2:03,9 min beim Olympiasieg der Weltrekord laufenden Britin Ann Packer.
Gleichfeld wurde zwei Mal Dritte bei Europameisterschaften, 1966 über ihre angestammte 800-Meter-Strecke und 1969 in Athen, als die Bundesrepublik nur Athleten zu den Staffelläufen entsandte, mit der 4-mal-400-Meter-Staffel in deutscher Rekordzeit von 3:32,7 min. Im Vorlauf am 19. September 1969 war sie zusammen mit ihren Teamkameradinnen Christa Czekay, Inge Eckhoff und Christel Frese in 3:33,9 min einen neuen Weltrekord gelaufen, der aber nur einen Tag Bestand hatte.
Sie verbesserte dreimal den deutschen Rekord über 800 Meter, zweimal während der Olympischen Spiele in Tokio mit 2:04,6 min und 2:03,9 min am 19. und 20. Oktober 1964 sowie in 2:03,7 min am 3. September 1966 in Budapest im Endlauf der Europameisterschaften, dies blieb ihre persönliche Bestzeit über diese Strecke.

## Erfolge

### Olympische Spiele
- Olympische Spiele 1960 in Rom: 5. über 800 m in 2:06,5 min
- Olympische Spiele 1964 in Tokio: 5. in 2:03,9 min

### Europameisterschaften
- Europameisterschaften 1966 in Budapest: Bronze 800 m in 2:03,7 min hinter Vera Nikolić in 2:02,8 min und Szabóné Nagy in 2:03,1 min
- Europameisterschaften 1969 Athen: Bronze 4 × 400 m in 3:32,7 min (Team: Czekay, Gleichfeld, Eckhoff, Frese)

### Deutsche Meisterschaften
800 m
- 1960: Zweite in 2:08,5 min
- 1961: Meisterin in 2:12,6 min
- 1963: Meisterin in 2:07,1 min
- 1964: Meisterin in 2:07,4 min
- 1965: Meisterin in 2:11,4 min
- 1966: Meisterin in 2:05,6 min
- 1967: Dritte in 2:06,9 min

800 m Halle
- 1958: Zweite hinter Nanny Schlüter und vor Margret Buscher
- 1962: Meisterin
- 1965: Meisterin
- 1966: Zweite hinter Karin Kessler und vor Anni Pede

400 m
- 1958: Meisterin in 57,1 s
- 1965: Meisterin in 56,1 s
- 1966: Zweite hinter Helga Henning und vor Mechtild Achtel
- 1967: Dritte hinter Gisela Köpke und Helga Henning
- 1969: Dritte hinter Christel Frese und Christa Czekay

3 × 800-m-Staffel
- 1967: Meister (Karin Kessler, Irmtraut Heer, Gleichfeld)
- 1968: Meister (Heer, Gleichfeld, Kessler)

Cross Kurzdistanz
- 1962: Meisterin Einzel
- 1964: Meisterin
- 1965: Meisterin
- 1966: Meisterin
- 1967: Zweite in der Einzelwertung, Meisterin mit der Mannschaft der LG Alstertal-Garsted (Kessler, Gleichfeld, Heer)

Fünfkampf Mannschaft
- 1965: Meisterin mit der Mannschaft der LG Alstertal-Garsted (Renate Balck, Karin Kessler, Antje Gleichfeld)
- 1968: Dritte mit der Mannschaft der LG Alstertal-Garsted (Christel Voß, Antje Gleichfeld, Schumann)

Für ihre zahlreichen sportlichen Erfolge erhielt sie am 11. Dezember 1964 das Silberne Lorbeerblatt.